# Nørup
Nørup – miasto w Danii, w regionie Dania Południowa, w gminie Vejle.